# Anacees
Les Anacees (en grec antic: Ἀνάκεια, Anàkeia, llatí: Anacea) eren un festival celebrat a Atenes dedicat als Dioscurs (anomenats Ἄνακτες, Ànaktes, potser 'prínceps sobirans').
Ateneu de Nàucratis esmenta un temple dedicat als Dioscurs anomenat Anacèon (Ἀνάκειον) a Atenes, al vessant nord de l'Acròpoli i probablement era utilitzat en aquesta celebració. També diu que els atenesos, probablement amb motiu d'aquesta festa, preparaven al Pritaneu menjars per als herois, que consistien en formatge, un pastís d'ordi, figues madure, olives i alls, com a record de l'antiga forma de viure.
Els Dioscurs rebien els honors més destacats a les ciutats dòries i aquees, i cada una celebrava el seu propi festival en el seu honor, encara que potser no s'anomenava Anàcia, sinó Dioscúries. Segons Pausànies, es feia un festival similar a Amfissa anomenat ἀνάκτων παίδων (anàktōn paídōn, 'prínceps nens') però no és clar si era dedicat als Dioscurs, als curets o als cabirs. Segons Ciceró, els Dioscurs que veneraven els aqueus i els doris no eren els mateixos que els que es veneraven a Atenes.